# Гринман, Илья Абрамович
Илья́ Абра́мович (Элиа́ш Авру́мович) Гри́нман (20 апреля 1875, Ростов-на-Дону — 1944) — русский и французский живописец еврейского происхождения.

## Биография
С 1893 года учился в рисовальной школе в Одессе, в 1897—1904 годах — в Высшем художественном училище живописи, скульптуры и архитектуры при Императорской академии художеств. Ученик И. Е. Репина.
Участник выставок в Петрограде (1918—1923) и Ростове-на-Дону (до 1917). 
С 1917 года жил во Франции, в Париже. Участник выставки в Москве (1931), выставке петроградских художников всех направлений (1923). Член и экспонент Ростовско-Нахичеванского-на-Дону общества изящных искусств в Ростове-на-Дону (1911—1917), Еврейского общества поощрения художеств (1916—1917). 
В апреле 1944 года был депортирован в лагерь Дранси, где погиб.

## Творчество
Писал преимущественно портреты:
- Портрет А. А. Бахрушина (1907)
- Портрет М. Горького
- Портрет Ф. И. Шаляпина
- Портрет И. Е. Репина
- Портрет Н. Л. Аронсона

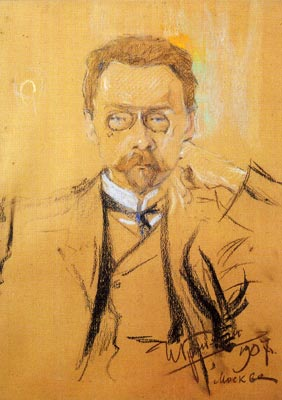
Портрет А. А. Бахрушина. 1907

- Портрет баронессы фон Энгельгардт (1913)
- Портрет В. И. Ленина (1923)[3]

Автор воспоминаний о писателе Льве Толстом (1910).

## Награды
- В 1939 году на Салоне художников в Париже был награждён почетным отзывом.